# 1889 في فرنسا
فيما يلي قوائم الأحداث التي وقعت خلال عام 1889 في فرنسا.

## سياسة

### انتهاء فترة المنصب
- 4 أبريل – جورج إرنست بوولنجر نائب فرنسي.

## ظهور
- 1 يناير – رأسا على عقب رواية من تأليف جول فيرن.
- 1 يناير – عائلة بدون اسم رواية من تأليف جول فيرن.
- 1 يناير – قلعة كاربات كتاب من تأليف جول فيرن.
- 1 يناير – يوم صحفي أمريكي في 2889

## كتب
من الكتب التي صدرت هذه السنة في فرنسا:
- 1 يناير – رأسا على عقب من تأليف جول فيرن.
- 1 يناير – عائلة بدون اسم من تأليف جول فيرن.

## مواليد

### يناير
- 1 يناير – ليون برشيه
- 22 يناير – هنري باليسر درّاج طريق فرنسي.

### مارس
- 7 ديسمبر – غابريل مارسيل
- 31 مارس – تشارلز بريبون

### أبريل
- 5 أبريل – إميل إنجل درّاج طريق فرنسي.

### مايو
- 16 مايو – تشارلز سيلفستر روائي فرنسي.

### يوليو
- 5 يوليو – جان كوكتو
- 22 يوليو – جورج بونيت دبلوماسي فرنسي.

### أغسطس
- 7 أغسطس – ليون برويون فيزيائي فرنسي.

### أكتوبر
- 5 أكتوبر – تيريسا دي لا بارا روائية فنزويلية.

### نوفمبر
- 6 نوفمبر – غابرييل هانوت لاعب كرة قدم.
- 21 نوفمبر – إتيين دريوتون

### ديسمبر
- 7 ديسمبر – غابريل مارسيل

### أبريل
- 9 أبريل – ميشيل أوجين شيفيرول (مواليد 1786) كيميائي فرنسي.

### يوليو
- 13 يوليو – فيكتور أدولف مالتي بران (مواليد 1816)

### أغسطس
- 19 أغسطس – أوغست دو فيليي دو ليل-أدام (مواليد 1838) مؤلف فرنسي.
- 19 أغسطس – جولز كوتارد (مواليد 1840)

### ديسمبر
- 1 ديسمبر – كريستيان بيرين (مواليد 1822)
- 13 ديسمبر – بافيه دي كورتاي (مواليد 1821) بروفيسور فرنسي.